# 3D (álbum de TLC)
3D é o quarto álbum de estúdio do girl group americano TLC. Foi lançado pela Arista Records em 10 de outubro de 2002 na Europa, e em 12 de novembro de 2002, nos Estados Unidos, sete meses após a morte de Lisa "Left Eye" Lopes. O álbum estreou no número seis na Billboard 200, e no número quatro no Top R&B/Hip-Hop Albums, vendendo 143.000 cópias vendidas em sua primeira semana de lançamento e foi recebido com críticas positivas. O álbum quase vendeu dois milhões nos Estados Unidos sozinho. 3D deu ao TLC duas nomeações no Grammy Award, e o álbum foi certificado como Platina pela RIAA em 2002. 3D produziu 3 singles. Os singles foram "Girl Talk", com um pico de 3 na parada US Hot R&B/Hip-Hop Songs; "Hands Up", que alcançou o 7º lugar na parada de singles Bubbling Under R&B/Hip-Hop Singles e "Damaged", que conseguiu chegar ao 19º lugar no Top 40 dos EUA .

## Antecedentes e Informações
Durante e após o lançamento do FanMail, Lopes deu ao conhecimento da imprensa em várias ocasiões que sentia que não conseguia se expressar totalmente trabalhando com o TLC e Austin. Suas contribuições para as músicas foram reduzidas a raps periódicos de oito compassos, e as cantoras de estúdio, como Debra Killings, frequentemente ocupavam seu lugar nos vocais de fundo das músicas do grupo. Em sua edição de 28 de novembro de 1999, a Entertainment Weekly publicou uma carta de Lopes que desafiou seus companheiros de grupo a gravar álbuns solo e deixar os fãs julgar qual das três era a mais talentosa:
| “ | “Eu desafio TTionne "Player" Watkins (T-Boz) e Rozonda "Hater" Thomas (Chilli) para um álbum intitulado The Challenge ... um conjunto de 3 CDs que contém três álbuns solo. Cada (álbum) ... vai ser lançado pela gravadora em 1 de outubro de 2000 ... Eu também desafio o produtor Dallas "The Manipulator" Austin para produzir todo o material e fazê-lo em uma fração de sua taxa normal. Como eu penso sobre isso, certamente A LaFace não se importaria em dar 1,5 milhão de dólares para a vencedora." | ” |

T-Boz e Chilli se recusaram a aceitar "O Desafio", embora Lopes sempre tenha considerado uma ótima ideia. As coisas foram aquecidas entre as cantoras durante algum tempo, com Thomas falando contra Lopes, chamando-a de "egoísta", "malvada" e "sem coração". O TLC, em seguida, abordou essas lutas, dizendo que elas eram muito parecidas como irmãs que têm suas divergências de vez em quando; como Lisa afirmou: "É mais profundo do que um relacionamento de trabalho. Temos sentimentos uma pela outra, e é por isso que ficamos tão bravas uma com a outra. Costumo dizer que você não pode odiar alguém a menos que você ame. Então, nós nos amamos. Esse é o problema." As cantoras acabaram resolvendo os atritos, e “O Desafio” nunca foi aceito. No entanto, as cantoras, tiraram algum tempo e perseguiram interesses pessoais. Lopes foi a primeira a gravar seu álbum solo, Supernova, mas teve um desempenho internacional inferior e nunca foi lançado nos Estados Unidos.
Durante este período de tempo, afirmou-se por Thomas que ela tinha começado a trabalhar em um projeto solo e tinha percebido que os rumores do fim do TLC foram assuntos na mídia. Foi então que Thomas ligou para o diretor da LaFace, LA Reid, para discutir sobre o trabalho no quarto álbum de estúdio do TLC. Depois de entrar em contato com Watkins, e logo após, Lopes, as sessões para 3D começaram no outono de 2001. No entanto, logo após a gravação, as sessões foram interrompidas, quando Lopes começou a trabalhar em seu segundo álbum de estúdio, conhecido como N.I.N.A (New Identity Non Applicable), e como Watkins foi hospitalizada em janeiro de 2002 devido a complicações decorrentes de sua luta contra a anemia falciforme, Lopes acabou visitando Watkins no hospital e voltou ao estúdio para gravar raps para 3D. Em abril de 2002, quando a condição de Watkins melhorou muito, Lopes viajou para Honduras para fazer um trabalho missionário e também gravar um documentário sobre sua vida.
Em 25 de abril de 2002, Lopes foi morta em um acidente de carro, deixando para trás o material que ela gravou para NINA e 3D. Ela tinha 30 anos de idade. Watkins e Thomas decidiu usar três dos raps gravados recentemente por Lopes para o álbum (Quickie, Girl Talk, e Who's It Gonna Be), as outras músicas que apresentam la no que fosse acapellas inéditas de suas sessões do álbum Supernova e Nina. Os vocais inéditos foram apresentados nas músicas Quickie, Over Me e Give It To Me While It’s Hot.
Watkins e Thomas decidiram que completariam o restante de seu quarto álbum, a ser chamado de 3D, que contou com produção de Rodney Jerkins, Os Neptunes, Raphael Saadiq, Missy Elliott e Timbaland. A decisão também foi tomada de que o TLC continuaria como um duo, em vez de substituir Lopes, e anunciaram em 2009 que possivelmente começariam a gravar um quinto álbum de estúdio, mas ainda se recusaram a substituir Lopes.

## Recepção crítica
| Críticas profissionais | Críticas profissionais |
| Pontuações agregadas   | Pontuações agregadas   |
| Fonte                  | Avaliação              |
| ---------------------- | ---------------------- |
| Metacritic             | 71/100                 |
| Avaliações da crítica  |                        |
| Fonte                  | Avaliação              |
| Allmusic               | [ 10 ]                 |
| Blender                | [ 11 ]                 |
| Entertainment.ie       | [ 12 ]                 |
| Entertainment Weekly   | B                      |
| Slant                  | [ 13 ]                 |
| Rolling Stone          | [ 14 ]                 |
| Vibe                   | [ 15 ]                 |

Após o lançamento, o 3D recebeu críticas em sua maioria positivas de críticos de música. No Metacritic, que atribui uma nota média ponderada de 100 a críticas de críticos de música, o álbum recebeu uma pontuação média de 71, que indica "avaliações em sua maioria favoráveis", com base em 14 avaliações. Stephen Thomas Erlewine da Allmusic, elogiou o álbum como "um dos melhores álbuns de soul modernos de 2002" e o chamou de "um triunfo agridoce". Ele descobriu que, embora o 3D "talvez não resulte em clássicos como os outros álbuns, ele não soa inseguro e sempre satisfaz". Andy Battaglia do The A.V. Club, escreveu que "apesar de um corpo magro de músicas e uma sensação ocasionalmente semi-acabada, o grupo impõe uma sólida reivindicação às riquezas do futuro-soul com 3D, deixando um selo distinto até mesmo em seu material mais fraco com cantos lindos construídos ao redor do graça discreta dos grupos femininos dos anos 60."
A revista Billboard descobriu que "com o 3D , o TLC criou um tributo adequado a uma irmã que partiu", chamando-a de "uma coleção quase perfeita". David Browne, escritor da Entertainment Weekly, observou que "graças a armas contratadas como The Neptunes e Rodney Jerkins, o TLC fez um melhor álbum pós-tragédia do que o esperado. 3D é uma mistura de R&B moderno que varia de sedoso a retro." Ele observou, no entanto, que o álbum "ainda parece um pouco incompleto, como muito de seus trabalhos". O escritor da Rolling Stone, Barry Walters, concluiu que "o álbum não é a maravilha que poderia ter sido se Lopes tivesse sobrevivido, incorpora solidamente o pop negro em um ano em que faltou um centro." Dorian Lynskey, do Blender, achava que "a pura vibração criativa do 3D é um testemunho do carisma de Lopes viva", enquanto Dimitri Ehrlich da Vibe, observou que "enquanto o CD é consistentemente bem produzido e executado, o material gravado antes da morte de [...] Lopes é simplesmente mais sombrio, mais sexy e mais raivoso".

## Desempenho comercial
3D estreou no número seis na US Billboard 200 dos EUA, e no número quatro na tabela Top R&B/Hip-Hop Albums. Vendendo 143.000 cópias, vendeu menos de metade do total da primeira semana do álbum anterior FanMail (1999), que abriu em primeiro lugar no gráfico com 318.000 unidades. Ele também marcou o álbum mais baixo do TLC desde Ooooooohhh... On the TLC Tip (1992). 3D acabou sendo certificado como platina pela RIAA (Recording Industry Association of America) por 1 milhão de cópias enviadas para as lojas, e vendeu mais de 680.000 unidades nos Estados Unidos desde o seu lançamento.
Nos mercados internacionais de música, o 3D não conseguiu chegar ao top 40 na maioria das paradas em que apareceu, exceto no Canadá, onde conseguiu estrear no número 31 do Canadian Albums Chart.

## Faixas
| N.º | Título                                        | Compositor(es)                                                                                     | Produtor(es)                  | Duração |  |
| 1.  | "3D (Intro)"                                  | Dallas Austin                                                                                      | Austin                        | 2:25    |  |
| 2.  | "Quickie"                                     | Austin, Lisa Lopes, Tionne Watkins                                                                 | Austin                        | 4:19    |  |
| 3.  | "Girl Talk"                                   | Edmund Clement, Kandi Burruss, Lopes, Anita McCloud, Watkins                                       | Eddie Hustle                  | 3:34    |  |
| 4.  | "Turntable"                                   | Rodney Jerkins, Watkins, Fred Jerkins, Daniel Moore, LaShawn Daniels, Tomi Martin                  | R. Jerkins                    | 3:25    |  |
| 5.  | "In Your Arms Tonight"                        | Pharrell Williams                                                                                  | The Neptunes                  | 4:24    |  |
| 6.  | "Over Me"                                     | R. Jerkins, Rozonda Thomas, Kenisha Pratt, Daniel Moore, Tyrell Bing, Lopes                        | R. Jerkins                    | 4:17    |  |
| 7.  | "Hands Up"                                    | Babyface, Daryl Simmons                                                                            | Babyface, Simmons             | 3:48    |  |
| 8.  | "Damaged"                                     | Austin, Watkins                                                                                    | Austin                        | 3:51    |  |
| 9.  | "Dirty Dirty" (participação de Missy Elliott) | Melissa Elliott, Timothy Mosley                                                                    | Timbaland, Elliott            | 3:40    |  |
| 10. | "So So Dumb"                                  | Raphael Saadiq, Watkins, Glenn Standridge, Bobby Ozuna                                             | Saadiq, Jake & The Phatman[a] | 4:05    |  |
| 11. | "Good Love"                                   | Clement, Burruss                                                                                   | Hustle                        | 4:12    |  |
| 12. | "Hey Hey Hey Hey"                             | R. Jerkins, Watkins, Burruss                                                                       | R. Jerkins                    | 4:05    |  |
| 13. | "Give It to Me While It's Hot"                | Ray Murray, Rico Wade, Pat Brown, Marqueze Ethridge, Marvin Parkman, Stewart Jordan, Lopes, Thomas | Organized Noize Prod.         | 3:28    |  |

| Faixa bônus edição japonesa |            |                     |                       |         |  |
| N.º                         | Título     | Compositor(es)      | Produtor(es)          | Duração |  |
| 14.                         | "Get Away" | Ray Murray, Watkins | Organized Noize Prod. | 4:14    |  |

| Faixa bônus Europeia do DVD Deluxe |                      |                   |              |         |  |
| N.º                                | Título               | Compositor(es)    | Produtor(es) | Duração |  |
| 14.                                | "Who's It Gonna Be?" | R. Jerkins, Lopes | Jerkins      | 4:00    |  |

Notas
- ↑[a]  significa um co-produtor

## Créditos
| Músicos - Shorty B. - baixo - Sigurdur "Siggy" Birkis - bateria - Tom Knight - bateria - Tomi Martin - violão - Danny O'Donoghue - guitarra - Tony Reyes - guitarra - Colin Wolfe - baixo - Kelvin Wooten - teclados | Produção - Produtores executivos: Antonio M. Reid , Dallas Austin , TLC - Produtores: Dallas Austin, Babyface, Missy Elliott, Rodney Jerkins, Neptunes, Noize Organizado, Raphael Saadiq, Daryl Simmons , Timbaland - Produtor vocal: Rodney Jerkins - Assistência vocal: Jasper Cameron, Missy Elliot, Tavia Ivey, Marde Johnson, Debra Killings, Mark Pitts - Engenheiros : Carlos "El Loco" Bedoya, Paul Boutin , Leslie Brathwaite, Josh Butler, Andrew Coleman, Sean Davis, John Frye, Morgan Garcia, Brian Garten, *Carlton Lynn, Fabian Marasciullo, Rick Sheppard - Engenheiros assistentes: Cedric Anderson, Steve Fisher, Tim Lauber, Victor McCoy, Christine Sirois, Rob Skipworth, Craig "Niteman" Taylor - Mixagem : Gerry "O Gov" Brown, Kevin "KD" Davis, Jimmy Douglas, Jean-Marie Horvat, Rodney Jerkins, Phil Tan, Timbaland - Assistência de mixagem: John Horesco IV, Dion Peters, Tim Roberts, John Tanksely - Masterização: Herb Powers - A&R: Mark Pitts, Theresa Wilson - Design, direção de arte: Jeffrey Schulz - Fotografia: Guy Aroch, Seb Janiak |

## Desempenho nas tabelas musicais

### Paradas Semanais
| Chart (2002)                            | Maior posição |
| --------------------------------------- | ------------- |
| Austrália (ARIA)                        | 73            |
| Escócia (Official Scottish Albums)      | 60            |
| Estados Unidos (Billboard 200)          | 6             |
| Estados Unidos (Top R&B/Hip Hop Albums) | 4             |
| França (SNEP)                           | 101           |
| Japão (Oricon)                          | 2             |
| Nova Zelândia (RMNZ)                    | 45            |
| Países Baixos (Dutch Charts)            | 62            |
| Reino Unido (Official Albums Chart)     | 45            |
| Reino Unido (UK R&B Albums Chart)       | 9             |
| Suíça (Schweizer Hitparade)             | 47            |

## Vendas e certificações
| Região                                         | Certificação | Vendas     |
| ---------------------------------------------- | ------------ | ---------- |
| Estados Unidos (RIAA)                          | Platina      | 1,000,000^ |
| Japão (RIAJ)                                   | Platina      | 200,000^   |
| ^distribuições baseadas apenas na certificação |              |            |

## Histórico de Lançamento
| Região         | Data                   | Gravadora |
| -------------- | ---------------------- | --------- |
| Europa e Japão | 10 de Outubro de 2002  | Arista    |
| EUA            | 12 de Novembro de 2002 | Arista    |